# La Jagua Ibirico
La Jagua Ibirico é um município da Colômbia, localizado no departamento de Cesar.